# Villard de Honnecourt

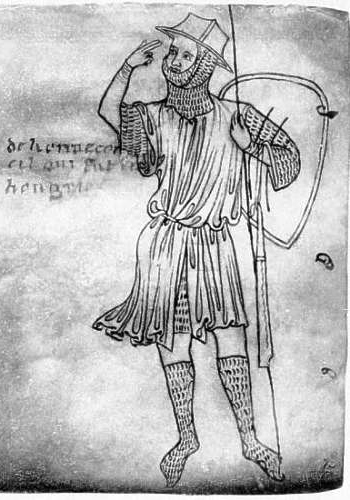
Selbstbildnis (?) des Villard de Honnecourt (um 1230)

Villard de Honnecourt (auch Wilars dehonecort oder Vilars dehoncort; * um 1200 in Honnecourt-sur-Escaut, Picardie; † nach 1235) war ein französischer Künstler des zweiten Viertels des 13. Jahrhunderts.

## Leben
Die einzige Quelle über Villards Leben und seine Tätigkeit an verschiedenen gotischen Bauhütten stellt das von ihm hinterlassene Musterbuch mit etwa 250 Zeichnungen und zusätzlichen Textinformationen dar. Sein Geburtsort unweit von Saint-Quentin, wo bis zum Jahre 1257 eine gotische Abteikirche entstand, lässt vermuten, dass er hier eine erste künstlerische Ausbildung erfuhr. An mehreren Textstellen seines Manuskripts erwähnt er Aufenthalte in anderen Ländern (Jai este en m[u]lt de tieres), darunter zweimal eine Reise nach Ungarn, ohne dass der Reisegrund mitgeteilt ist. An verschiedenen gotischen Bauprojekten hat er in unbekannter Funktion mitgearbeitet, wie das Kopieren von Bauzeichnungen der Kathedralen von Reims, Chartres, Laon und Lausanne belegt. Eine Anzahl von Skizzen „nach dem Leben“ (al vif) zeigt seine künstlerische Ausbildung, wohl als Bildhauer. Andere Zeichnungen beinhalten technische Erfindungen, darunter ein Perpetuum mobile.

## Das Skizzenbuch
Das um die Mitte des 19. Jahrhunderts entdeckte Skizzenbuch befindet sich in der Bibliothèque nationale de France in Paris unter der Signatur MS Fr 19093. Das (unvollständig überlieferte) Manuskript umfasst 33 Pergamentblätter von 235 × 155 mm Blattgröße und enthält etwa 250 Zeichnungen. Die einzelnen Blätter wurden erst zu einem späteren Zeitpunkt, und wohl nicht mehr von Villard selbst, beschriftet. 
Ein Teil der Zeichnungen betrifft französische Kathedralen, die er ohne direkten Zugang zu den Bauzeichnungen nicht hätte kopieren können. Am ausführlichsten sind die Zeichnungen zur Kathedrale von Reims, von der er Aufrisse, Querschnitte und auch technische Details wie Schnitt und Verlegetechnik der Profilsteine notierte. Von den Kathedralen in Chartres und Lausanne zeichnete er die Rosenfenster, von der Kathedrale von Laon Grundriss und Aufriss der ungewöhnlichen oberen Turmgeschosse. Wenn seitens der Forschung aus Widersprüchlichkeiten und Problemen der Darstellung gefolgert worden war, dass Villard kein unmittelbares Verständnis von gotischer Architektur besessen habe, so ist zu berücksichtigen, dass es sich zum einen um stark verkleinerte Kopien der nicht erhaltenen Originalzeichnungen handelt, und dass diese zum andern die frühesten erhaltenen Architekturzeichnungen des Mittelalters überhaupt darstellen. Bei aller Uneinigkeit seitens der Forschung über den intendierten Verwendungszweck des Buches als persönliches Skizzenbuch oder Lehrbuch des Hüttenbetriebs stellt das Manuskript ein außerordentliches Kompendium des künstlerischen, architektonischen und technischen Wissens zur Zeit der gotischen Kathedrale dar. 

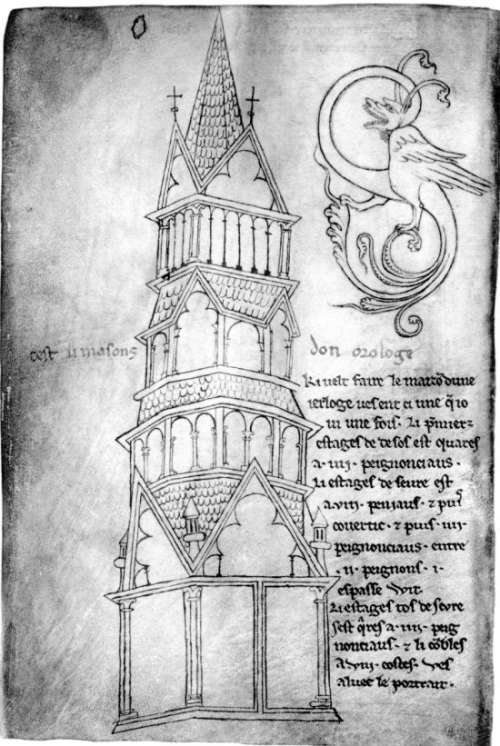
Turmskizze des Villard de Honnecourt (um 1230)
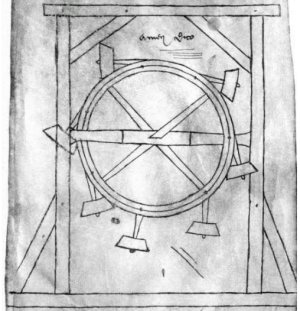
Entwurf eines Perpetuum Mobile
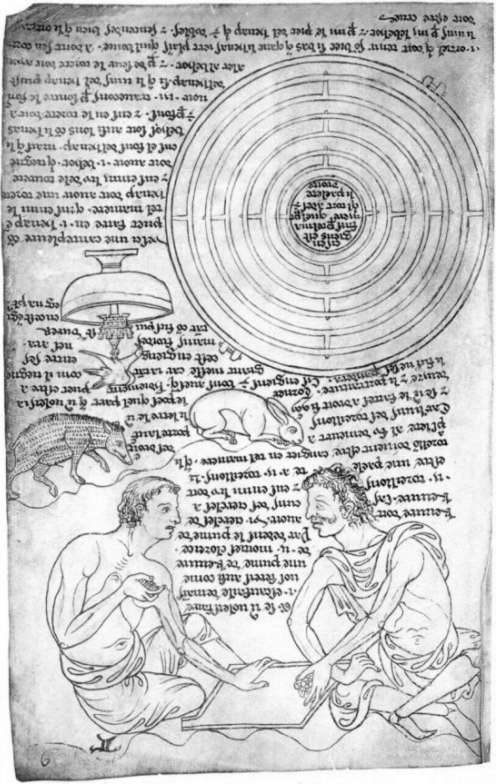
Querschnitt einer kardanischen Aufhängung